# Suzuki Eiji
Suzuki Eiji (japanisch 鈴木 永二; geboren 29. Mai 1913 in Kira (Präfektur Aichi); gestorben 11. Oktober 1994) war ein japanischer Unternehmer.

## Leben und Wirken
Suzuki Eiji schloss seine Ausbildung an der Höheren Handelsschule Tokio (heutige Hitotsubashi-Universität) ab. 1937 trat er in das Unternehmen Nippon Kasai Co, Ltd ein, der heutigen Mitsubishi Kasei Corporation (三菱化成株式会社). Schon bald nach Eintritt wurde er eingezogen und diente als Leutnant an der Front in China und dann auf Guadalcanal.
Nach Ende des Pazifikkriegs arbeitete Suzuki wieder für die Kasei Corporation. 1974 wurde er Präsident von Mitsubishi Kasei und 1982 Aufsichtsratsvorsitzender. Von 1987 bis 1991 wirkte Suzuki als Vorsitzender des Verbandes der japanischen Wirtschaftsorganisationen (日本経済団体連合会, Nihon Keizai Dantai Rengokai, abgekürzt „Keidanren“ – 経団連). In dieser Zeit gelang es ihm, die Rolle des Vorsitzenden bei der Durchsetzung von Geschäftsinteressen in der Politik und in der nationalen Wirtschaft sowie auch in gewerkschaftlichen Auseinandersetzungen zu stärken.
1990 wurde Suzuki Vorsitzender des Dritten Verwaltungsreformrats (第3次行革審会, Daisanji Gyōkaku-shinkai). Von 1988 bis 1992 war er Vorsitzender der „Josuikai“ (如水会), der Gesellschaft zur Förderung der Hitotsubashi-Universität. Von 1989 bis 1994 war er zudem Vorsitzender der „Stiftung zur Förderung der Langlebigkeitswissenschaft“ (長寿科学振興財団, Chōju kagaku shinkō zaidan).
Suzuki wurde vielfach mit Wirtschaftspreisen ausgezeichnet, sowie 1994 mit dem kaiserlichen Orden der Aufgehenden Sonne (旭日大綬章, Kyokujitsu daijushō).